# Ryska snuvan
För filmen med samma namn, se Ryska snuvan (film)
Ryska snuvan var en influensapandemi som varade mellan 1889 och 1892. Pandemin spreds över hela världen på ungefär fyra månader och beräknas totalt ha orsakat runt en miljon dödsfall. Efter två år kulminerade ryska snuvan för att därefter avta.
Namnet kommer av att influensan kom till Europa österifrån. Sankt Petersburg var den första plats i Europa där fall rapporteras. Ryska snuvan är den första influensapandemi för vilken det finns detaljerad information. De första fallen i Sverige rapporterades i december 1889. Närmast föregående härjade influensan i Sverige vintern 1874–1875 och närmast efterföljande allvarligare influensa utbröt 1918 (spanska sjukan).
Influensavirus typ A subtyp H3N8, liksom H2N2 har pekats ut som möjliga patogener bakom pandemin. Även förkylningsviruset coronavirus HCov-OC43 har pekats ut som en möjlig orsak, eftersom genetiska analyser  tyder på att det började smitta människor omkring denna tid. Coronateorin understöds också av att patologin liknar den som förekommer hos Covid-19 mer än influensa. Även då var det de äldre som blev svårast sjuka medan barn fick lindrigt symptom.